# Vicente Salvá

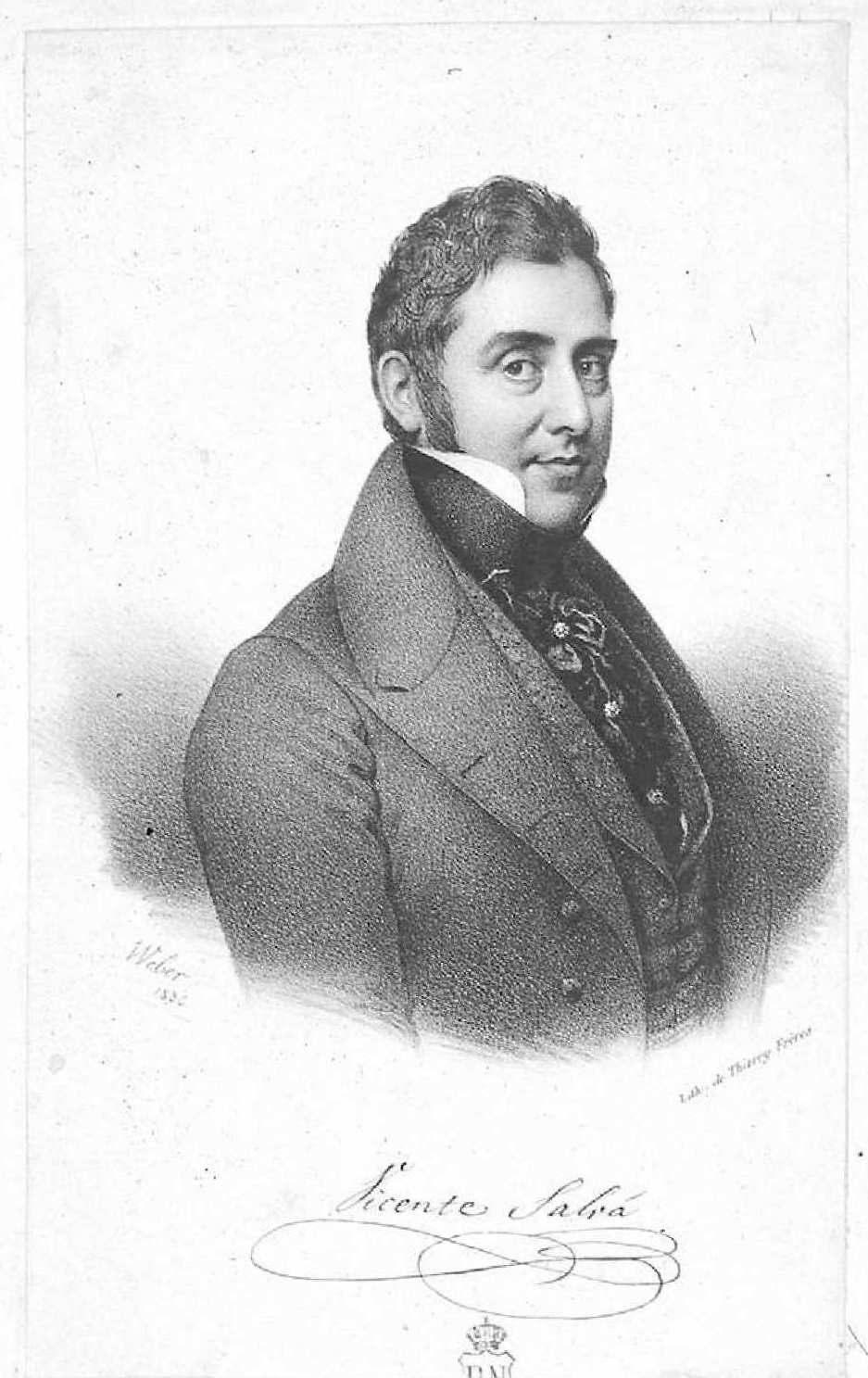
Vicente Salvá, Lithographie von Thierry Frères.

Vicente Salvá (* 10. November 1786 in Valencia; † 5. Mai 1849 in Paris) war ein spanischer Politiker, Verleger, Bibliophiler, Romanist, Hispanist, Grammatiker und Lexikograf, der auch in Frankreich wirkte.

## Leben und Werk
Salvá studierte in Valencia Griechisch, Theologie und Rechtswissenschaft. Dank seiner außerordentlichen Begabung begann seine Universitätslehre im Fach Griechisch bereits 1805, wurde aber durch den Spanischen Unabhängigkeitskrieg jäh unterbrochen, und er wählte ein Leben als Verleger, Buchhändler und Bibliophiler. 1817 führten Anfeindungen der Inquisition gegen seine Buchhandlung in Valencia zu einer ersten Emigration nach Italien.
1820 kehrte er nach Spanien zurück und wurde Abgeordneter Valencias in den Cortes von Cádiz (auch deren Sekretär). 1823 ging er ein zweites Mal in die Emigration, diesmal über Gibraltar nach England, wo er in den Kreisen der spanischen Emigration verkehrte und u. a. mit Andrés Bello zusammentraf. 1830 ließ er sich auf Dauer in Paris nieder, war aber zeitweilig auch in Spanien und von 1836 bis 1837 Abgeordneter Valencias in der Verfassunggebenden Ständeversammlung.
Salvá schrieb eine bedeutende Grammatik und ein herausragendes einsprachiges Wörterbuch des Spanischen und legte den Grund für ein postum durch Bearbeiter vollendetes zweisprachiges Wörterbuch spanisch-französisch/französisch-spanisch, das unter seinem Namen bis in die neueste Zeit erschien.
Sein Katalog spanischer Bücher war im 19. Jahrhundert berühmt.

## Werke

### Grammatik
- Gramática de la lengua castellana según ahora se habla, 2 Bde., Belfast 1827, Paris 1830 (44+491 Seiten), bis 1883; Valencia 1835, 1837, 1839, 1840, 1847; hrsg. von Margarita Lliteras, Madrid 1988 (934 Seiten, erste synchronische Grammatik des Spanischen)

### Wörterbücher

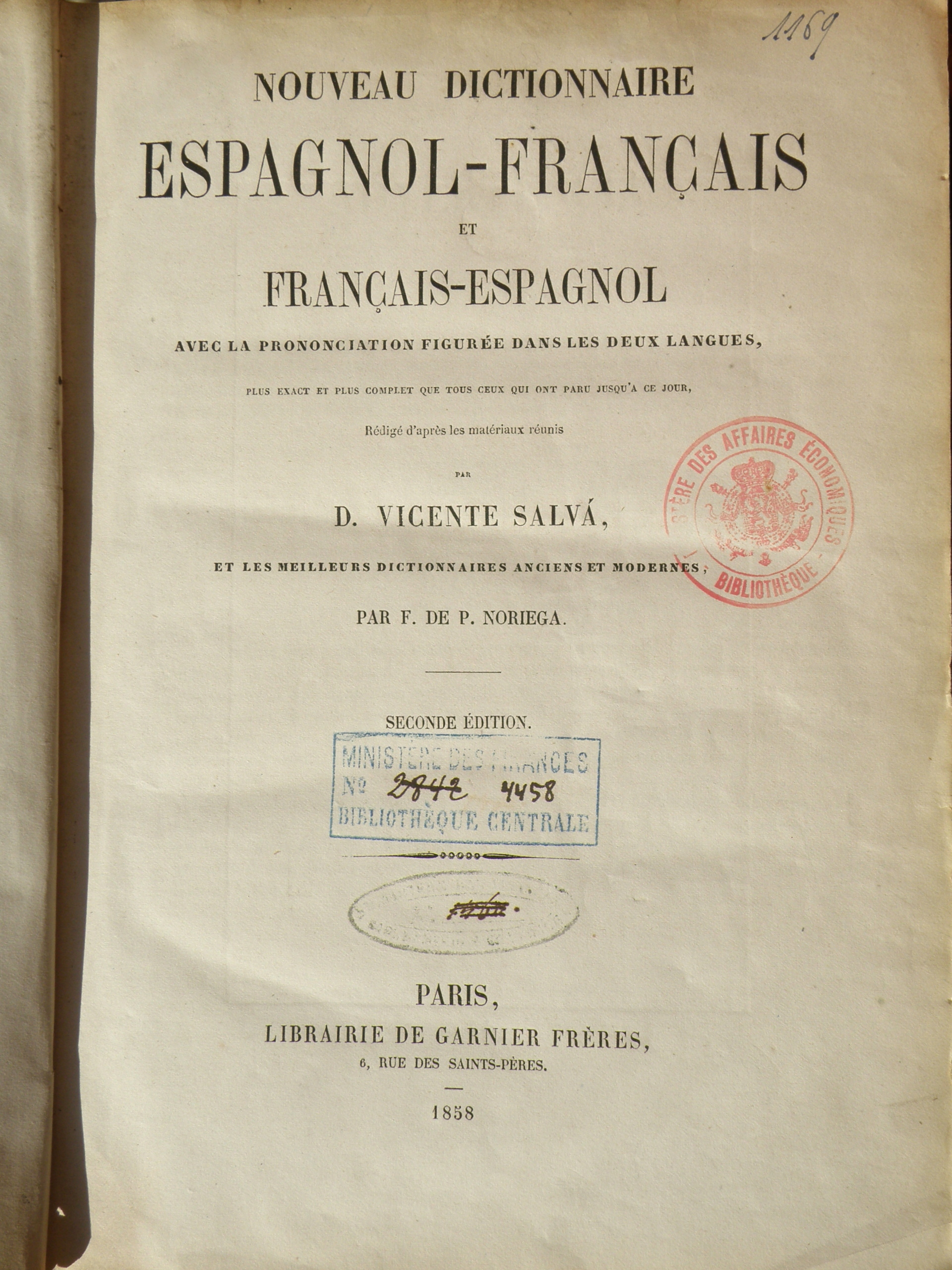
Französisch-spanisches Wörterbuch (1858).

- Diccionario de la lengua castellana, Paris 1838
- Nuevo diccionario de la lengua castellana, que comprende la última edición íntegra, muy rectificada y mejorada, del publicado por la Academia Española, y unas veinte y seis mil voces, acepciones, frases y locuciones, entre ellas muchas americanas, Paris 1846, 8. Auflage 1879 (41+1140 Seiten)
- Nuevo diccionario/Nouveau dictionnaire espagnol-français et français-espagnol, Paris 1856, 13. Auflage 1890
  - [französisch-spanisch], hrsg. von Juan Bautista Guim (1804-1882), 888 Seiten
  - [spanisch-französisch], hrsg. von F. de Paule Noriega, 646 Seiten
  - [spanisch-französisch/französisch spanisch], hrsg. von Miguel de Toro y Gómez (1851-1922), Paris 1900, zuletzt 1947 (904+1124 Seiten)
  - Diccionario moderno español-francés y francés-español, bearb. von Robert Larrieu und Manuel García Morente, Paris 1951, zuletzt 1983 (904+591 Seiten)

### Weitere Werke
- A Catalogue of Spanish books, London 1825
  - A Catalogue of Spanish and Portuguese books, 2 Bde., London 1827-1829
  - Catálogo de los libros modernos, la mayor parte españoles, Paris 1836
  - Catalogue de livres anciens espagnols et d’ouvrages modernes relatifs à l’histoire et à la littérature d’Espagne, Paris 1843
  - Catálogo de los libros antiguos de literatura española, Paris 1847
- (Hrsg.) Juan de Meléndez Valdés, Poesías, 2 Bde., Paris 1832
- (Bearbeiter mit Antonio Alcalá Galiano) Antonio de Capmany, Arte de traducir el idioma francés al castellano, Paris 1835 (Original Madrid 1776)
- (Hrsg.) José Mamerto Gómez Hermosilla, Arte de hablar en prosa y verso, 2 Bde., Paris 1842